# کوریره دلا سرا
کوریره دلا سرا (به ایتالیایی: Corriere della Sera) نام روزنامه‌ای ایتالیایی‌زبان است که در کشور ایتالیا منتشر می‌شود. میانگین تیراژ ماه مه ۲۰۲۳ آن ۲۴۶۲۷۸ نسخه بوده است. روزنامه کوریره دلا سرا از سال ۱۸۷۶ میلادی منتشر می‌شود و از این لحاظ، یکی از قدیمی‌ترین و پرخواننده‌ترین روزنامه‌های اروپایی محسوب می‌گردد. تیراژ روزنامه تحت مدیریت مالک مشترک آن لوئیجی آلبرتینی بین سال‌های ۱۹۰۰ تا ۱۹۲۵ به بیش از ۱ میلیون رسید. او از مخالفان سرسخت سوسیالیسم، روحانیت و جووانی جولیتی بود که مایل به سازش با این نیروها در زمان نخست‌وزیری ایتالیا بودند. مخالفت آلبرتینی با رژیم فاشیستی ایتالیا، سایر مالکان را مجبور کرد که او را در سال ۱۹۲۵ برکنار کنند. مرکز روزنامه کوریره دلا سرا در شهر میلان قرار دارد.

## تاریخچه و مشخصات

### دفتر مرکزی در میلان
کوریره دلا سرا اولین بار در یکشنبه ۵ مارس ۱۸۷۶ توسط اوجنیو تورلی ویولی منتشر شد. روزنامه در سال ۱۸۹۹ شروع به ارائه یک مکمل مصور هفتگی به نام لا دومینیکا در کوریر (پیک یکشنبه) کرد. در دهه‌های ۱۹۱۰ و ۱۹۲۰، به سرپرستی لوئیجی آلبرتینی، کوریره دلا سرا به پرخواننده‌ترین روزنامه ایتالیا تبدیل شد و اهمیت و نفوذ خود را تا قرن حاضر حفظ کرد. این کوریره دلا سرا بود که در سال ۱۹۰۸ ضمیمه‌ای کمیک را در ایتالیا برای کودکان، یعنی کوریر دی پیکولی ("پیک کوچولوها") معرفی کرد.